# Чемпіонат Європи з футболу 2000 (кваліфікаційний раунд)
Кваліфікаційний турнір Чемпіонату Європи з футболу 2000 року відбувався з 4 червня 1998 по 17 листопада 1999 року. Сорок дев’ять команд-учасниць було розбито на дев’ять груп: п’ять груп по п’ять команд і чотири групи по шість команд. В рамках групи кожна команда мала зіграти з кожною іншою два матчі: один на своєму полі, другий — на полі суперника. До фінального турніру автоматично потрапляли переможці кожної групи, а також найкраща з дев’яти команд, що посіли в групах другі місця; інші вісім команд мали змагатися за чотири путівки до фінального турніру в стикових матчах. Бельгія і Нідерланди потрапляли до фінальної частини змагання автоматично як господарі чемпіонату.

## Група 1
|           |   |   |   |   |    |    |    |
| Команда   | І | В | Н | П | МЗ | МП | О  |
| Італія    | 8 | 4 | 3 | 1 | 13 | 5  | 15 |
| Данія *   | 8 | 4 | 2 | 2 | 11 | 8  | 14 |
| Швейцарія | 8 | 4 | 2 | 2 | 9  | 5  | 14 |
| Уельс     | 8 | 3 | 0 | 5 | 7  | 16 | 9  |
| Білорусь  | 8 | 0 | 3 | 5 | 4  | 10 | 3  |
|           |   |   |   |   |    |    |    |

* — Данія перемогла Ізраїль в стикових матчах і потрапила до фінального турніру.
| Результати      |                     |           |           |           |
| Дата            | Місце проведення    |           | Результат |           |
| 5 вересня 1998  | Мінськ, Білорусь    | Білорусь  | 0:0       | Данія     |
| 5 вересня 1998  | Ліверпуль, Англія * | Уельс     | 0:2       | Італія    |
| 10 жовтня 1998  | Удіне, Італія       | Італія    | 2:0       | Швейцарія |
| 10 жовтня 1998  | Копенгаген, Данія   | Данія     | 1:2       | Уельс     |
| 14 жовтня 1998  | Кардіфф, Уельс      | Уельс     | 3:2       | Білорусь  |
| 14 жовтня 1998  | Цюрих, Швейцарія    | Швейцарія | 1:1       | Данія     |
| 27 березня 1999 | Мінськ, Білорусь    | Білорусь  | 0:1       | Швейцарія |
| 27 березня 1999 | Копенгаген, Данія   | Данія     | 1:2       | Італія    |
| 31 березня 1999 | Анкона, Італія      | Італія    | 1:1       | Білорусь  |
| 31 березня 1999 | Цюрих, Швейцарія    | Швейцарія | 2:0       | Уельс     |
| 5 червня 1999   | Копенгаген, Данія   | Данія     | 1:0       | Білорусь  |
| 5 червня 1999   | Болонья, Італія     | Італія    | 4:0       | Уельс     |
| 9 червня 1999   | Лозанна, Швейцарія  | Швейцарія | 0:0       | Італія    |
| 9 червня 1999   | Ліверпуль, Англія * | Уельс     | 0:2       | Данія     |
| 4 вересня 1999  | Копенгаген, Данія   | Данія     | 2:1       | Швейцарія |
| 4 вересня 1999  | Мінськ, Білорусь    | Білорусь  | 1:2       | Уельс     |
| 8 вересня 1999  | Неаполь, Італія     | Італія    | 2:3       | Данія     |
| 8 вересня 1999  | Лозанна, Швейцарія  | Швейцарія | 2:0       | Білорусь  |
| 9 жовтня 1999   | Мінськ, Білорусь    | Білорусь  | 0:0       | Італія    |
| 9 жовтня 1999   | Рексем, Уельс       | Уельс     | 0:2       | Швейцарія |
|                 |                     |           |           |           |

* — Уельс провів декілька матчів в Ліверпулі в зв’язку з реконструкцією свого національного стадіону в Кардіффі.

## Група 2
|            |    |   |   |   |    |    |    |
| Команда    | І  | В | Н | П | МЗ | МП | О  |
| Норвегія   | 10 | 8 | 1 | 1 | 21 | 9  | 25 |
| Словенія * | 10 | 5 | 2 | 3 | 12 | 14 | 17 |
| Греція     | 10 | 4 | 3 | 3 | 13 | 8  | 15 |
| Латвія     | 10 | 3 | 4 | 3 | 13 | 12 | 13 |
| Албанія    | 10 | 1 | 4 | 5 | 8  | 14 | 7  |
| Грузія     | 10 | 1 | 2 | 7 | 8  | 18 | 5  |
|            |    |   |   |   |    |    |    |

* — Словенія перемогла Україну в стикових матчах і потрапила до фінального турніру.
| Результати        |                   |          |           |          |
| Дата              | Місце проведення  |          | Результат |          |
| 5 вересня 1998    | Тбілісі, Грузія   | Грузія   | 1:0       | Албанія  |
| 6 вересня 1998    | Афіни, Греція     | Греція   | 2:2       | Словенія |
| 6 вересня 1998    | Осло, Норвегія    | Норвегія | 1:3       | Латвія   |
| 10 жовтня 1998    | Рига, Латвія      | Латвія   | 1:0       | Грузія   |
| 10 жовтня 1998    | Любляна, Словенія | Словенія | 1:2       | Норвегія |
| 14 жовтня 1998    | Афіни, Греція     | Греція   | 3:0       | Грузія   |
| 14 жовтня 1998    | Осло, Норвегія    | Норвегія | 2:2       | Албанія  |
| 14 жовтня 1998    | Марибор, Словенія | Словенія | 1:0       | Латвія   |
| 18 листопада 1998 | Тирана, Албанія   | Албанія  | 0:0       | Греція   |
| 27 березня 1999   | Тбілісі, Грузія   | Грузія   | 1:1       | Словенія |
| 27 березня 1999   | Афіни, Греція     | Греція   | 0:2       | Норвегія |
| 31 березня 1999   | Рига, Латвія      | Латвія   | 0:0       | Греція   |
| 28 квітня 1999    | Рига, Латвія      | Латвія   | 0:0       | Албанія  |
| 28 квітня 1999    | Тбілісі, Грузія   | Грузія   | 1:4       | Норвегія |
| 30 травня 1999    | Осло, Норвегія    | Норвегія | 1:0       | Грузія   |
| 5 червня 1999     | Тбілісі, Грузія   | Грузія   | 1:2       | Греція   |
| 5 червня 1999     | Тирана, Албанія   | Албанія  | 1:2       | Норвегія |
| 5 червня 1999     | Рига, Латвія      | Латвія   | 1:2       | Словенія |
| 9 червня 1999     | Тирана, Албанія   | Албанія  | 0:1       | Словенія |
| 9 червня 1999     | Афіни, Греція     | Греція   | 1:2       | Латвія   |
| 18 серпня 1999    | Любляна, Словенія | Словенія | 2:0       | Албанія  |
| 4 вересня 1999    | Тирана, Албанія   | Албанія  | 3:3       | Латвія   |
| 4 вересня 1999    | Осло, Норвегія    | Норвегія | 1:0       | Греція   |
| 4 вересня 1999    | Любляна, Словенія | Словенія | 2:1       | Грузія   |
| 8 вересня 1999    | Тбілісі, Грузія   | Грузія   | 2:2       | Латвія   |
| 8 вересня 1999    | Осло, Норвегія    | Норвегія | 4:0       | Словенія |
| 6 жовтня 1999     | Афіни, Греція     | Греція   | 2:0       | Албанія  |
| 9 жовтня 1999     | Тирана, Албанія   | Албанія  | 2:1       | Грузія   |
| 9 жовтня 1999     | Рига, Латвія      | Латвія   | 1:2       | Норвегія |
| 9 жовтня 1999     | Марибор, Словенія | Словенія | 0:3       | Греція   |
|                   |                   |          |           |          |

## Група 3
|                   |   |   |   |   |    |    |    |
| Команда           | І | В | Н | П | МЗ | МП | О  |
| Німеччина         | 8 | 6 | 1 | 1 | 20 | 4  | 19 |
| Туреччина *       | 8 | 5 | 2 | 1 | 15 | 6  | 17 |
| Фінляндія         | 8 | 3 | 1 | 4 | 13 | 13 | 10 |
| Північна Ірландія | 8 | 1 | 2 | 5 | 4  | 19 | 5  |
| Молдова           | 8 | 0 | 4 | 4 | 7  | 17 | 4  |
|                   |   |   |   |   |    |    |    |

* — Туреччина перемогла Ірландію в стикових матчах і потрапила до фінального турніру.
| Результати        |                            |                   |           |                   |
| Дата              | Місце проведення           |                   | Результат |                   |
| 5 вересня 1998    | Гельсінкі, Фінляндія       | Фінляндія         | 3:2       | Молдова           |
| 5 вересня 1998    | Стамбул, Туреччина         | Туреччина         | 3:0       | Північна Ірландія |
| 10 жовтня 1998    | Белфаст, Північна Ірландія | Північна Ірландія | 1:0       | Фінляндія         |
| 10 жовтня 1998    | Бурса, Туреччина           | Туреччина         | 1:0       | Німеччина         |
| 14 жовтня 1998    | Кишинів, Молдова           | Молдова           | 1:3       | Німеччина         |
| 14 жовтня 1998    | Стамбул, Туреччина         | Туреччина         | 1:3       | Фінляндія         |
| 18 листопада 1998 | Белфаст, Північна Ірландія | Північна Ірландія | 2:2       | Молдова           |
| 27 березня 1999   | Белфаст, Північна Ірландія | Північна Ірландія | 0:3       | Німеччина         |
| 27 березня 1999   | Стамбул, Туреччина         | Туреччина         | 2:0       | Молдова           |
| 31 березня 1999   | Нюрнберг, Німеччина        | Німеччина         | 2:0       | Фінляндія         |
| 31 березня 1999   | Кишинів, Молдова           | Молдова           | 0:0       | Північна Ірландія |
| 4 червня 1999     | Леверкузен, Німеччина      | Німеччина         | 6:1       | Молдова           |
| 5 червня 1999     | Гельсінкі, Фінляндія       | Фінляндія         | 2:4       | Туреччина         |
| 9 червня 1999     | Кишинів, Молдова           | Молдова           | 0:0       | Фінляндія         |
| 4 вересня 1999    | Гельсінкі, Фінляндія       | Фінляндія         | 1:2       | Німеччина         |
| 4 вересня 1999    | Белфаст, Північна Ірландія | Північна Ірландія | 0:3       | Туреччина         |
| 8 вересня 1999    | Дортмунд, Німеччина        | Німеччина         | 4:0       | Північна Ірландія |
| 8 вересня 1999    | Кишинів, Молдова           | Молдова           | 1:1       | Туреччина         |
| 9 жовтня 1999     | Мюнхен, Німеччина          | Німеччина         | 0:0       | Туреччина         |
| 9 жовтня 1999     | Гельсінкі, Фінляндія       | Фінляндія         | 4:1       | Північна Ірландія |
|                   |                            |                   |           |                   |

## Група 4
|           |    |   |   |    |    |    |    |
| Команда   | І  | В | Н | П  | МЗ | МП | О  |
| Франція   | 10 | 6 | 3 | 1  | 17 | 10 | 21 |
| Україна * | 10 | 5 | 5 | 0  | 14 | 4  | 20 |
| Росія     | 10 | 6 | 1 | 3  | 22 | 12 | 19 |
| Ісландія  | 10 | 4 | 3 | 3  | 12 | 7  | 15 |
| Вірменія  | 10 | 2 | 2 | 6  | 8  | 15 | 8  |
| Андорра   | 10 | 0 | 0 | 10 | 3  | 28 | 0  |
|           |    |   |   |    |    |    |    |

* — Україна програла Словенії в стикових матчах і не потрапила до фінального турніру.
| Результати      |                           |          |           |          |
| Дата            | Місце проведення          |          | Результат |          |
| 5 вересня 1998  | Єреван, Вірменія          | Вірменія | 3:1       | Андорра  |
| 5 вересня 1998  | Рейк’явік, Ісландія       | Ісландія | 1:1       | Франція  |
| 5 вересня 1998  | Київ, Україна             | Україна  | 3:2       | Росія    |
| 10 жовтня 1998  | Андорра-ла-Велья, Андорра | Андорра  | 0:2       | Україна  |
| 10 жовтня 1998  | Єреван, Вірменія          | Вірменія | 0:0       | Ісландія |
| 10 жовтня 1998  | Москва, Росія             | Росія    | 2:3       | Франція  |
| 14 жовтня 1998  | Париж, Франція            | Франція  | 2:0       | Андорра  |
| 14 жовтня 1998  | Рейк’явік, Ісландія       | Ісландія | 1:0       | Росія    |
| 14 жовтня 1998  | Київ, Україна             | Україна  | 2:0       | Вірменія |
| 27 березня 1999 | Андорра-ла-Велья, Андорра | Андорра  | 0:2       | Ісландія |
| 27 березня 1999 | Єреван, Вірменія          | Вірменія | 0:3       | Росія    |
| 27 березня 1999 | Париж, Франція            | Франція  | 0:0       | Україна  |
| 31 березня 1999 | Париж, Франція            | Франція  | 2:0       | Вірменія |
| 31 березня 1999 | Москва, Росія             | Росія    | 6:1       | Андорра  |
| 31 березня 1999 | Київ, Україна             | Україна  | 1:1       | Ісландія |
| 5 червня 1999   | Париж, Франція            | Франція  | 2:3       | Росія    |
| 5 червня 1999   | Рейк’явік, Ісландія       | Ісландія | 2:0       | Вірменія |
| 5 червня 1999   | Київ, Україна             | Україна  | 4:0       | Андорра  |
| 9 червня 1999   | Барселона, Іспанія        | Андорра  | 0:1       | Франція  |
| 9 червня 1999   | Єреван, Вірменія          | Вірменія | 0:0       | Україна  |
| 9 червня 1999   | Москва, Росія             | Росія    | 1:0       | Ісландія |
| 4 вересня 1999  | Рейк’явік, Ісландія       | Ісландія | 3:0       | Андорра  |
| 4 вересня 1999  | Москва, Росія             | Росія    | 2:0       | Вірменія |
| 4 вересня 1999  | Київ, Україна             | Україна  | 0:0       | Франція  |
| 8 вересня 1999  | Андорра-ла-Велья, Андорра | Андорра  | 1:2       | Росія    |
| 8 вересня 1999  | Рейк’явік, Ісландія       | Ісландія | 0:1       | Україна  |
| 8 вересня 1999  | Єреван, Вірменія          | Вірменія | 2:3       | Франція  |
| 9 жовтня 1999   | Андорра-ла-Велья, Андорра | Андорра  | 0:3       | Вірменія |
| 9 жовтня 1999   | Париж, Франція            | Франція  | 3:2       | Ісландія |
| 9 жовтня 1999   | Москва, Росія             | Росія    | 1:1       | Україна  |
|                 |                           |          |           |          |

## Група 5
|            |   |   |   |   |    |    |    |
| Команда    | І | В | Н | П | МЗ | МП | О  |
| Швеція     | 8 | 7 | 1 | 0 | 10 | 1  | 22 |
| Англія *   | 8 | 3 | 4 | 1 | 14 | 4  | 13 |
| Польща     | 8 | 4 | 1 | 3 | 12 | 8  | 13 |
| Болгарія   | 8 | 2 | 2 | 4 | 6  | 8  | 8  |
| Люксембург | 8 | 0 | 0 | 8 | 2  | 23 | 0  |
|            |   |   |   |   |    |    |    |

* — Англія перемогла Шотландію в стикових матчах і потрапила до фінального турніру.
| Результати      |                        |            |           |            |
| Дата            | Місце проведення       |            | Результат |            |
| 5 вересня 1998  | Стокгольм, Швеція      | Швеція     | 2:1       | Англія     |
| 6 вересня 1998  | Бургас, Болгарія       | Болгарія   | 0:3       | Польща     |
| 10 жовтня 1998  | Лондон, Англія         | Англія     | 0:0       | Болгарія   |
| 10 жовтня 1998  | Варшава, Польща        | Польща     | 3:0       | Люксембург |
| 14 жовтня 1998  | Бургас, Болгарія       | Болгарія   | 0:1       | Швеція     |
| 14 жовтня 1998  | Люксембург, Люксембург | Люксембург | 0:3       | Англія     |
| 27 березня 1999 | Лондон, Англія         | Англія     | 3:1       | Польща     |
| 27 березня 1999 | Гетеборг, Швеція       | Швеція     | 2:0       | Люксембург |
| 31 березня 1999 | Люксембург, Люксембург | Люксембург | 0:2       | Болгарія   |
| 31 березня 1999 | Хожув, Польща          | Польща     | 0:1       | Швеція     |
| 4 червня 1999   | Варшава, Польща        | Польща     | 2:0       | Болгарія   |
| 5 червня 1999   | Лондон, Англія         | Англія     | 0:0       | Швеція     |
| 9 червня 1999   | Софія, Болгарія        | Болгарія   | 1:1       | Англія     |
| 9 червня 1999   | Люксембург, Люксембург | Люксембург | 2:3       | Польща     |
| 4 вересня 1999  | Лондон, Англія         | Англія     | 6:0       | Люксембург |
| 4 вересня 1999  | Стокгольм, Швеція      | Швеція     | 1:0       | Болгарія   |
| 8 вересня 1999  | Люксембург, Люксембург | Люксембург | 0:1       | Швеція     |
| 8 вересня 1999  | Варшава, Польща        | Польща     | 0:0       | Англія     |
| 9 жовтня 1999   | Стокгольм, Швеція      | Швеція     | 2:0       | Польща     |
| 9 жовтня 1999   | Софія, Болгарія        | Болгарія   | 3:0       | Люксембург |
|                 |                        |            |           |            |

## Група 6
|            |   |   |   |   |    |    |    |
| Команда    | І | В | Н | П | МЗ | МП | О  |
| Іспанія    | 8 | 7 | 0 | 1 | 42 | 5  | 21 |
| Ізраїль *  | 8 | 4 | 1 | 3 | 25 | 9  | 13 |
| Австрія    | 8 | 4 | 1 | 3 | 19 | 20 | 13 |
| Кіпр       | 8 | 4 | 0 | 4 | 12 | 21 | 12 |
| Сан-Марино | 8 | 0 | 0 | 8 | 1  | 44 | 0  |
|            |   |   |   |   |    |    |    |

* — Ізраїль програв Данії в стикових матчах і не потрапив до фінального турніру.
| Результати        |                        |            |           |            |
| Дата              | Місце проведення       |            | Результат |            |
| 5 вересня 1998    | Відень, Австрія        | Австрія    | 1:1       | Ізраїль    |
| 5 вересня 1998    | Ларнака, Кіпр          | Кіпр       | 3:2       | Іспанія    |
| 10 жовтня 1998    | Ларнака, Кіпр          | Кіпр       | 0:3       | Австрія    |
| 10 жовтня 1998    | Серравалле, Сан-Марино | Сан-Марино | 0:5       | Ізраїль    |
| 14 жовтня 1998    | Тель-Авів, Ізраїль     | Ізраїль    | 1:2       | Іспанія    |
| 14 жовтня 1998    | Серравалле, Сан-Марино | Сан-Марино | 1:4       | Австрія    |
| 18 листопада 1998 | Серравалле, Сан-Марино | Сан-Марино | 0:1       | Кіпр       |
| 10 лютого 1999    | Лімасол, Кіпр          | Кіпр       | 4:0       | Сан-Марино |
| 27 березня 1999   | Валенсія, Іспанія      | Іспанія    | 9:0       | Австрія    |
| 28 березня 1999   | Тель-Авів, Ізраїль     | Ізраїль    | 3:0       | Кіпр       |
| 31 березня 1999   | Серравалле, Сан-Марино | Сан-Марино | 0:6       | Іспанія    |
| 28 квітня 1999    | Грац, Австрія          | Австрія    | 7:0       | Сан-Марино |
| 5 червня 1999     | Вільяреал, Іспанія     | Іспанія    | 9:0       | Сан-Марино |
| 6 червня 1999     | Тель-Авів, Ізраїль     | Ізраїль    | 5:0       | Австрія    |
| 4 вересня 1999    | Відень, Австрія        | Австрія    | 1:3       | Іспанія    |
| 5 вересня 1999    | Лімасол, Кіпр          | Кіпр       | 3:2       | Ізраїль    |
| 8 вересня 1999    | Тель-Авів, Ізраїль     | Ізраїль    | 8:0       | Сан-Марино |
| 8 вересня 1999    | Бадахос, Іспанія       | Іспанія    | 8:0       | Кіпр       |
| 9 жовтня 1999     | Відень, Австрія        | Австрія    | 3:1       | Кіпр       |
| 10 жовтня 1999    | Альбасете, Іспанія     | Іспанія    | 3:0       | Ізраїль    |
|                   |                        |            |           |            |

## Група 7
|              |    |   |   |   |    |    |    |
| Команда      | І  | В | Н | П | МЗ | МП | О  |
| Румунія      | 10 | 7 | 3 | 0 | 25 | 3  | 24 |
| Португалія * | 10 | 7 | 2 | 1 | 32 | 4  | 23 |
| Словаччина   | 10 | 5 | 2 | 3 | 12 | 9  | 17 |
| Угорщина     | 10 | 3 | 3 | 4 | 14 | 10 | 12 |
| Азербайджан  | 10 | 1 | 1 | 8 | 6  | 26 | 4  |
| Ліхтенштейн  | 10 | 1 | 1 | 8 | 2  | 39 | 4  |
|              |    |   |   |   |    |    |    |

* — Португалія потрапила до фінального турніру як найкраща з команд, що посіли в групах другі місця.
| Результати      |                        |             |           |             |
| Дата            | Місце проведення       |             | Результат |             |
| 2 вересня 1998  | Бухарест, Румунія      | Румунія     | 7:0       | Ліхтенштейн |
| 5 вересня 1998  | Кошиці, Словаччина     | Словаччина  | 3:0       | Азербайджан |
| 6 вересня 1998  | Будапешт, Угорщина     | Угорщина    | 1:3       | Португалія  |
| 10 жовтня 1998  | Баку, Азербайджан      | Азербайджан | 0:4       | Угорщина    |
| 10 жовтня 1998  | Вадуц, Ліхтенштейн     | Ліхтенштейн | 0:4       | Словаччина  |
| 10 жовтня 1998  | Порту, Португалія      | Португалія  | 0:1       | Румунія     |
| 14 жовтня 1998  | Будапешт, Угорщина     | Угорщина    | 1:1       | Румунія     |
| 14 жовтня 1998  | Вадуц, Ліхтенштейн     | Ліхтенштейн | 2:1       | Азербайджан |
| 14 жовтня 1998  | Братислава, Словаччина | Словаччина  | 0:3       | Португалія  |
| 26 березня 1999 | Гімарайнш, Португалія  | Португалія  | 7:0       | Азербайджан |
| 27 березня 1999 | Будапешт, Угорщина     | Угорщина    | 5:0       | Ліхтенштейн |
| 27 березня 1999 | Бухарест, Румунія      | Румунія     | 0:0       | Словаччина  |
| 31 березня 1999 | Баку, Азербайджан      | Азербайджан | 0:1       | Румунія     |
| 31 березня 1999 | Вадуц, Ліхтенштейн     | Ліхтенштейн | 0:5       | Португалія  |
| 31 березня 1999 | Братислава, Словаччина | Словаччина  | 0:0       | Угорщина    |
| 5 червня 1999   | Бухарест, Румунія      | Румунія     | 2:0       | Угорщина    |
| 5 червня 1999   | Баку, Азербайджан      | Азербайджан | 4:0       | Ліхтенштейн |
| 5 червня 1999   | Лісабон, Португалія    | Португалія  | 1:0       | Словаччина  |
| 9 червня 1999   | Дьйор, Угорщина        | Угорщина    | 0:1       | Словаччина  |
| 9 червня 1999   | Коїмбра, Португалія    | Португалія  | 8:0       | Ліхтенштейн |
| 9 червня 1999   | Бухарест, Румунія      | Румунія     | 4:0       | Азербайджан |
| 4 вересня 1999  | Баку, Азербайджан      | Азербайджан | 1:1       | Португалія  |
| 4 вересня 1999  | Вадуц, Ліхтенштейн     | Ліхтенштейн | 0:0       | Угорщина    |
| 4 вересня 1999  | Братислава, Словаччина | Словаччина  | 1:5       | Румунія     |
| 8 вересня 1999  | Бухарест, Румунія      | Румунія     | 1:1       | Португалія  |
| 8 вересня 1999  | Братислава, Словаччина | Словаччина  | 2:0       | Ліхтенштейн |
| 8 вересня 1999  | Будапешт, Угорщина     | Угорщина    | 3:0       | Азербайджан |
| 9 жовтня 1999   | Баку, Азербайджан      | Азербайджан | 0:1       | Словаччина  |
| 9 жовтня 1999   | Вадуц, Ліхтенштейн     | Ліхтенштейн | 0:3       | Румунія     |
| 9 жовтня 1999   | Лісабон, Португалія    | Португалія  | 3:0       | Угорщина    |
|                 |                        |             |           |             |

## Група 8
|                    |   |   |   |   |    |    |    |
| Команда            | І | В | Н | П | МЗ | МП | О  |
| Югославія          | 8 | 5 | 2 | 1 | 18 | 8  | 17 |
| Ірландія *         | 8 | 5 | 1 | 2 | 14 | 6  | 16 |
| Хорватія           | 8 | 4 | 3 | 1 | 13 | 9  | 15 |
| Північна Македонія | 8 | 2 | 2 | 4 | 13 | 14 | 8  |
| Мальта             | 8 | 0 | 0 | 8 | 6  | 27 | 0  |
|                    |   |   |   |   |    |    |    |

* — Ірландія програла Туреччині в стикових матчах і не потрапила до фінального турніру.
| Результати        |                            |                    |           |                    |
| Дата              | Місце проведення           |                    | Результат |                    |
| 5 вересня 1998    | Дублін, Ірландія           | Ірландія           | 2:0       | Хорватія           |
| 6 вересня 1998    | Скоп’є, Північна Македонія | Північна Македонія | 4:0       | Мальта             |
| 10 жовтня 1998    | Та-Калі, Мальта            | Мальта             | 1:4       | Хорватія           |
| 14 жовтня 1998    | Загреб, Хорватія           | Хорватія           | 3:2       | Північна Македонія |
| 14 жовтня 1998    | Дублін, Ірландія           | Ірландія           | 5:0       | Мальта             |
| 18 листопада 1998 | Та-Калі, Мальта            | Мальта             | 1:2       | Північна Македонія |
| 18 листопада 1998 | Белград, Югославія         | Югославія          | 1:0       | Ірландія           |
| 10 лютого 1999    | Та-Калі, Мальта            | Мальта             | 0:3       | Югославія          |
| 5 червня 1999     | Скоп’є, Північна Македонія | Північна Македонія | 1:1       | Хорватія           |
| 8 червня 1999     | Салоніки, Греція *         | Югославія          | 4:1       | Мальта             |
| 9 червня 1999     | Дублін, Ірландія           | Ірландія           | 1:0       | Північна Македонія |
| 18 серпня 1999    | Белград, Югославія         | Югославія          | 0:0       | Хорватія           |
| 21 серпня 1999    | Загреб, Хорватія           | Хорватія           | 2:1       | Мальта             |
| 1 вересня 1999    | Дублін, Ірландія           | Ірландія           | 2:1       | Югославія          |
| 4 вересня 1999    | Загреб, Хорватія           | Хорватія           | 1:0       | Ірландія           |
| 5 вересня 1999    | Белград, Югославія         | Югославія          | 3:1       | Північна Македонія |
| 8 вересня 1999    | Скоп’є, Північна Македонія | Північна Македонія | 2:4       | Югославія          |
| 8 вересня 1999    | Та-Калі, Мальта            | Мальта             | 2:3       | Ірландія           |
| 9 жовтня 1999     | Загреб, Хорватія           | Хорватія           | 2:2       | Югославія          |
| 9 жовтня 1999     | Скоп’є, Північна Македонія | Північна Македонія | 1:1       | Ірландія           |
|                   |                            |                    |           |                    |

* — Збірна Югославії проводила домашній матч за межами країни у зв’язку з військовою операцією НАТО проти Югославії в березні–червні 1999 року.

## Група 9
|                      |    |    |   |   |    |    |    |
| Команда              | І  | В  | Н | П | МЗ | МП | О  |
| Чехія                | 10 | 10 | 0 | 0 | 26 | 5  | 30 |
| Шотландія *          | 10 | 5  | 3 | 2 | 15 | 10 | 18 |
| Естонія              | 10 | 3  | 2 | 5 | 15 | 17 | 11 |
| Боснія і Герцеговина | 10 | 3  | 2 | 5 | 14 | 17 | 11 |
| Литва                | 10 | 3  | 2 | 5 | 8  | 16 | 11 |
| Фарерські острови    | 10 | 0  | 3 | 7 | 4  | 17 | 3  |
|                      |    |    |   |   |    |    |    |

* — Шотландія програла Англії в стикових матчах і не потрапила до фінального турніру.
| Результати      |                               |                      |           |                      |
| Дата            | Місце проведення              |                      | Результат |                      |
| 4 червня 1998   | Таллінн, Естонія              | Естонія              | 5:0       | Фарерські острови    |
| 19 серпня 1998  | Сараєво, Боснія і Герцеговина | Боснія і Герцеговина | 1:0       | Фарерські острови    |
| 5 вересня 1998  | Вільнюс, Литва                | Литва                | 0:0       | Шотландія            |
| 5 вересня 1998  | Сараєво, Боснія і Герцеговина | Боснія і Герцеговина | 1:1       | Естонія              |
| 6 вересня 1998  | Тофтір, Фарерські острови     | Фарерські острови    | 0:1       | Чехія                |
| 10 жовтня 1998  | Сараєво, Боснія і Герцеговина | Боснія і Герцеговина | 1:3       | Чехія                |
| 10 жовтня 1998  | Вільнюс, Литва                | Литва                | 0:0       | Фарерські острови    |
| 10 жовтня 1998  | Единбург, Шотландія           | Шотландія            | 3:2       | Естонія              |
| 14 жовтня 1998  | Тепліце, Чехія                | Чехія                | 4:1       | Естонія              |
| 14 жовтня 1998  | Вільнюс, Литва                | Литва                | 4:2       | Боснія і Герцеговина |
| 14 жовтня 1998  | Абердин, Шотландія            | Шотландія            | 2:1       | Фарерські острови    |
| 27 березня 1999 | Тепліце, Чехія                | Чехія                | 2:0       | Литва                |
| 31 березня 1999 | Вільнюс, Литва                | Литва                | 1:2       | Естонія              |
| 31 березня 1999 | Глазго, Шотландія             | Шотландія            | 1:2       | Чехія                |
| 5 червня 1999   | Сараєво, Боснія і Герцеговина | Боснія і Герцеговина | 2:0       | Литва                |
| 5 червня 1999   | Таллінн, Естонія              | Естонія              | 0:2       | Чехія                |
| 5 червня 1999   | Тофтір, Фарерські острови     | Фарерські острови    | 1:1       | Шотландія            |
| 9 червня 1999   | Прага, Чехія                  | Чехія                | 3:2       | Шотландія            |
| 9 червня 1999   | Таллінн, Естонія              | Естонія              | 1:2       | Литва                |
| 9 червня 1999   | Тофтір, Фарерські острови     | Фарерські острови    | 2:2       | Боснія і Герцеговина |
| 4 вересня 1999  | Сараєво, Боснія і Герцеговина | Боснія і Герцеговина | 1:2       | Шотландія            |
| 4 вересня 1999  | Тофтір, Фарерські острови     | Фарерські острови    | 0:2       | Естонія              |
| 4 вересня 1999  | Вільнюс, Литва                | Литва                | 0:4       | Чехія                |
| 8 вересня 1999  | Тепліце, Чехія                | Чехія                | 3:0       | Боснія і Герцеговина |
| 8 вересня 1999  | Таллінн, Естонія              | Естонія              | 0:0       | Шотландія            |
| 8 вересня 1999  | Торсхавн, Фарерські острови   | Фарерські острови    | 0:1       | Литва                |
| 5 жовтня 1999   | Глазго, Шотландія             | Шотландія            | 1:0       | Боснія і Герцеговина |
| 9 жовтня 1999   | Прага, Чехія                  | Чехія                | 2:0       | Фарерські острови    |
| 9 жовтня 1999   | Таллінн, Естонія              | Естонія              | 1:4       | Боснія і Герцеговина |
| 9 жовтня 1999   | Глазго, Шотландія             | Шотландія            | 3:0       | Литва                |
|                 |                               |                      |           |                      |

## Стикові матчі
Дев’ять команд, що посіли другі місця в своїх групах, були зведені в таблицю й упорядковані згідно з їхніми досягненнями під час групового етапу. Найкраща з них мала потрапити до фінального змагання автоматично, решту шляхом жеребкування було розбито на пари, які мали зіграти між собою два стикових матчі: один на своєму полі, другий — на полі суперника. Путівку до фіналу здобував переможець пари за результатами двох матчів. При визначенні найкращої команди бралися до уваги тільки результати групових матчів проти команд, що посіли в групах перше, третє, чи четверте місце. В результаті таблиця набула такого виду:
|            |   |   |   |   |    |    |    |
| Команда    | І | В | Н | П | МЗ | МП | О  |
| Португалія | 6 | 4 | 1 | 1 | 11 | 3  | 13 |
| Туреччина  | 6 | 4 | 1 | 1 | 12 | 5  | 13 |
| Шотландія  | 6 | 3 | 1 | 2 | 9  | 6  | 10 |
| Данія      | 6 | 3 | 1 | 2 | 10 | 8  | 10 |
| Україна    | 6 | 2 | 4 | 0 | 6  | 4  | 10 |
| Ірландія   | 6 | 3 | 1 | 2 | 6  | 4  | 10 |
| Ізраїль    | 6 | 2 | 1 | 3 | 12 | 9  | 7  |
| Англія     | 6 | 1 | 4 | 1 | 5  | 4  | 7  |
| Словенія   | 6 | 2 | 1 | 3 | 6  | 12 | 7  |
|            |   |   |   |   |    |    |    |

Португалія потрапила до фіналу автоматично, випередивши Туреччину завдяки найкращій різниці забитих та пропущених м’ячів.
Стикові матчі відбулися 13 і 17 листопада 1999 року.
| Результати        |                   |           |           |           |
| Дата              | Місце проведення  |           | Результат |           |
| 13 листопада 1999 | Глазго, Шотландія | Шотландія | 0:2       | Англія    |
| 17 листопада 1999 | Лондон, Англія    | Англія    | 0:1       | Шотландія |
|                   |                   |           |           |           |

Англія перемогла за сумарним результатом двох матчів.
| Результати        |                    |         |           |         |
| Дата              | Місце проведення   |         | Результат |         |
| 13 листопада 1999 | Тель-Авів, Ізраїль | Ізраїль | 0:5       | Данія   |
| 17 листопада 1999 | Копенгаген, Данія  | Данія   | 3:0       | Ізраїль |
|                   |                    |         |           |         |

Данія перемогла за сумарним результатом двох матчів.
| Результати        |                   |          |           |          |
| Дата              | Місце проведення  |          | Результат |          |
| 13 листопада 1999 | Любляна, Словенія | Словенія | 2:1       | Україна  |
| 17 листопада 1999 | Київ, Україна     | Україна  | 1:1       | Словенія |
|                   |                   |          |           |          |

Словенія перемогла за сумарним результатом двох матчів.
| Результати        |                  |           |           |           |
| Дата              | Місце проведення |           | Результат |           |
| 13 листопада 1999 | Дублін, Ірландія | Ірландія  | 1:1       | Туреччина |
| 17 листопада 1999 | Бурса, Туреччина | Туреччина | 0:0       | Ірландія  |
|                   |                  |           |           |           |

Туреччина перемогла завдяки голу, забитому в гостях.

## Фіналісти
Таким чином, до фінального турніру Чемпіонату Європи з футболу 2000 року потрапили такі команди:
1. Англія — переможець в стикових матчах.
2. Бельгія — господар турніру.
3. Данія — переможець в стикових матчах.
4. Іспанія — переможець групи 6.
5. Італія — переможець групи 1.
6. Нідерланди — господар турніру.
7. Німеччина — переможець групи 3.
8. Норвегія — переможець групи 2.
9. Португалія — найкраща команда з тих, що посіли другі місця.
10. Румунія — переможець групи 7.
11. Словенія — переможець в стикових матчах.
12. Туреччина — переможець в стикових матчах.
13. Франція — переможець групи 4.
14. Чехія — переможець групи 9.
15. Швеція — переможець групи 5.
16. Югославія — переможець групи 8.